# Nyahanga
Nyahanga è una circoscrizione mista (mixed ward) della Tanzania situata nel distretto urbano di Kahama, regione di Shinyanga. Conta una popolazione di 15 794 abitanti (censimento 2012).